# Caribbean Cup
De Caribbean Cup / Copa Caribe was een internationaal voetbaltoernooi dat werd gespeeld tussen 1989 en 2017. Het toernooi was bedoeld voor landenteams waaraan de 30 lidstaten van de Caribische Voetbal Unie (CFU) kunnen deelnemen. Het gold tevens als kwalificatietoernooi voor de Gold Cup van de CONCACAF.
Eerder heette het toernooi Caribbean Championship (1989–1990), van 1991–1998 was Shell sponsor van het toernooi en heette het toernooi Shell Caribbean Cup / Shell Copa Caribe en vanaf 2005 was Digicel sponsor en heet het toernooi Digicel Caribbean Cup. In 2008 werd het toernooi onder de naam Caribbean Championships 2008 gespeeld. De tussenliggende edities (1999–2001) werden als Caribbean Nations Cup gespeeld.
In 2018 werd bekend dat het toernooi wordt opgeheven en vervangen door een nieuw toernooi, de CONCACAF Nations League.

## Overzicht
| Jaar         | Gastland                                | Winnaar            | Uitslag      | 2e                             | 3e                                                                          | Uitslag                                                                     | 4e                                                                          |
| ------------ | --------------------------------------- | ------------------ | ------------ | ------------------------------ | --------------------------------------------------------------------------- | --------------------------------------------------------------------------- | --------------------------------------------------------------------------- |
| 1989 Details | Barbados                                | Trinidad en Tobago | 2–1          | Grenada                        | Guadeloupe / Nederlandse Antillen Niet gespeeld (nummers 2 in groep A en B) | Guadeloupe / Nederlandse Antillen Niet gespeeld (nummers 2 in groep A en B) | Guadeloupe / Nederlandse Antillen Niet gespeeld (nummers 2 in groep A en B) |
| 1990 Details | Trinidad en Tobago                      | Afgelast           | Afgelast     | Afgelast                       | Afgelast                                                                    | Afgelast                                                                    | Afgelast                                                                    |
| 1991 Details | Jamaica                                 | Jamaica            | 2–0          | Trinidad en Tobago             | Saint Lucia                                                                 | 4–1                                                                         | Guyana                                                                      |
| 1992 Details | Trinidad en Tobago                      | Trinidad en Tobago | 3–1          | Jamaica                        | Martinique                                                                  | 1–1 p. (5–3)                                                                | Cuba                                                                        |
| 1993 Details | Jamaica                                 | Martinique         | 0–0 p. (6–5) | Jamaica                        | Trinidad en Tobago                                                          | 3–2                                                                         | Saint Kitts en Nevis                                                        |
| 1994 Details | Trinidad en Tobago                      | Trinidad en Tobago | 7–2          | Martinique                     | Guadeloupe                                                                  | 2–0                                                                         | Suriname                                                                    |
| 1995 Details | Kaaimaneilanden Jamaica                 | Trinidad en Tobago | 5–0          | Saint Vincent en de Grenadines | Cuba                                                                        | 3–0                                                                         | Kaaimaneilanden                                                             |
| 1996 Details | Trinidad en Tobago                      | Trinidad en Tobago | 2–0          | Cuba                           | Martinique                                                                  | 1–1 p. (3–2)                                                                | Suriname                                                                    |
| 1997 Details | Antigua en Barbuda Saint Kitts en Nevis | Trinidad en Tobago | 4–0          | Saint Kitts en Nevis           | Jamaica                                                                     | 4–1                                                                         | Grenada                                                                     |
| 1998 Details | Jamaica Trinidad en Tobago              | Jamaica            | 2–1          | Trinidad en Tobago             | Haïti                                                                       | 3–2                                                                         | Antigua en Barbuda                                                          |
| 1999 Details | Trinidad en Tobago                      | Trinidad en Tobago | 2–1          | Cuba                           | Haïti / Jamaica Niet gespeeld vanwege conditie van het veld.                | Haïti / Jamaica Niet gespeeld vanwege conditie van het veld.                | Haïti / Jamaica Niet gespeeld vanwege conditie van het veld.                |
| 2001 Details | Trinidad en Tobago                      | Trinidad en Tobago | 3–0          | Haïti                          | Martinique                                                                  | 1–0                                                                         | Cuba                                                                        |
| 2005 Details | Barbados                                | Jamaica            | *            | Cuba                           | Trinidad en Tobago                                                          | *                                                                           | Barbados                                                                    |
| 2007 Details | Trinidad en Tobago                      | Haïti              | 2–1          | Trinidad en Tobago             | Cuba                                                                        | 2–1                                                                         | Guadeloupe                                                                  |
| 2008 Details | Jamaica                                 | Jamaica            | 2–0          | Grenada                        | Guadeloupe                                                                  | 0–0 p. (5–4)                                                                | Cuba                                                                        |
| 2010 Details | Martinique                              | Jamaica            | 1–1 p. (5–4) | Guadeloupe                     | Cuba                                                                        | 1–0                                                                         | Grenada                                                                     |
| 2012 Details | Antigua en Barbuda                      | Cuba               | 1–0          | Trinidad en Tobago             | Haïti                                                                       | 1–0                                                                         | Martinique                                                                  |
| 2014 Details | Jamaica                                 | Jamaica            | 0–0 p. (4–3) | Trinidad en Tobago             | Haïti                                                                       | 2–1                                                                         | Cuba                                                                        |
| 2017 Details | Martinique                              | Curaçao            | 2–1          | Jamaica                        | Frans-Guyana                                                                | 1–0                                                                         | Martinique                                                                  |

2005: Eindklassering op basis van stand na groepswedstrijden.

## Medaillespiegel
| Plaats | Land                           | Goud | Zilver | Brons | Totaal |
| 1      | Trinidad en Tobago             | 8    | 5      | 2     | 15     |
| 2      | Jamaica                        | 6    | 3      | 2     | 11     |
| 3      | Cuba                           | 1    | 3      | 3     | 7      |
| 4      | Haïti                          | 1    | 1      | 4     | 6      |
| 5      | Martinique                     | 1    | 1      | 3     | 5      |
| 6      | Curaçao                        | 1    | 0      | 0     | 1      |
| 7      | Grenada                        | 0    | 2      | 0     | 2      |
| 8      | Guadeloupe                     | 0    | 1      | 3     | 4      |
| 9      | Saint Kitts en Nevis           | 0    | 1      | 0     | 1      |
| 10     | Saint Vincent en de Grenadines | 0    | 1      | 0     | 1      |
| 11     | Saint Lucia                    | 0    | 0      | 1     | 1      |
| 12     | Frans-Guyana                   | 0    | 0      | 1     | 1      |
| Totaal | Totaal                         | 18   | 18     | 19    |        |

## Gastlanden
In deze tabel staan de landen waar de Carribean Cup gehouden is. 
| Gastland | Land                 | Toernooi                                       |
| -------- | -------------------- | ---------------------------------------------- |
| 8 keer   | Trinidad en Tobago   | 1990, 1992, 1994, 1996, 1998, 1999, 2001, 2007 |
| 6 keer   | Jamaica              | 1991, 1993, 1995, 1998, 2008                   |
| 2 keer   | Barbados             | 1989, 2005                                     |
| 2 keer   | Antigua en Barbuda   | 1997                                           |
| 1 keer   | Kaaimaneilanden      | 1995                                           |
| 1 keer   | Saint Kitts en Nevis | 1997                                           |
| 1 keer   | Martinique           | 2010, 2017                                     |